# Papierowe małżeństwo
Papierowe małżeństwo (ang. Paper Marriage) – polsko-brytyjska komedia dramatyczna z 1992, fabularny debiut reżyserski twórcy filmów dokumentalnych Krzysztofa Langa.

## Obsada
- Gary Kemp jako Aiden Carey
- Joanna Trzepiecińska jako Alicja Strzałkowska
- Rita Tushingham jako Lou, gospodyni Alicji
- Richard Hawley jako Red
- David Horovitch jako Frank Haddow
- William Ilkley jako Jack
- Martin McKellen jako Matthew Devenish
- Ann Mitchell jako Phyllida Devenish
- Fred Pearson jako urzędnik MSW
- Gary Whelan jako Boss
- Renata Berger jako szefowa sklepu
- Charles Chadwick Obe jako konsul
- Hanna Chrudzyńska jako pokojówka
- Art Davies jako barman

## Fabuła
Alicja, poznawszy na wakacjach lekarza z Wielkiej Brytanii, otrzymała od niego niespodziewaną propozycję małżeństwa. Gdy zdecydowała się porzucić bezpowrotnie dotychczasowe życie i wyjechać do Wielkiej Brytanii, okazało się, że propozycja lekarza była żartem. Alicja wchodzi więc w fikcyjny związek małżeński z Aidenem (granym przez lidera grupy Spandau Ballet), drobnym przestępcą. Ceną za tę fikcję jest nie tylko znaczna suma pieniędzy, ale także konieczność zamieszkania z Aidenem.

## Informacje dodatkowe
Utworem wiodącym filmu była piosenka "I'm a liar" grupy Tamerlane (muz. Marek Sośnicki, sł. Marek Śledziewski).